# Empyrée
L'Empyrée, aussi appelé le ciel empyréen, est un concept de l'Antiquité. C'est la strate la plus éloignée de la sphère céleste, supposée être occupée par l'élément de feu.

## Étymologie
Le mot dérive du latin médiéval empyrius, lui-même adaptation du grec ancien ἐμπύριος, empyrios, signifiant « embrasé de feu (πῦρ, pyr) ».

## Concept théologique qui fait débat
L'empyrée est mentionné dans la philosophie naturelle d'Aristote. Il serait composé de quintessence. C'est un concept présenté dans les cosmologies grecque antique puis chrétienne.
L’empyrée est situé au-delà du firmament et de la sphère des étoiles fixes. Considéré comme une neuvième strate, il s'agit de la partie qui enveloppe l'univers, correspondant au lieu de séjour de Dieu, et des êtres célestes. 
L'empyrée est un concept à la charnière entre la théologie et l'astronomie. Il désigne un ciel immobile, éternel et invisible, situé au-dessus du ciel des astronomes. Le concept répond à la question : "où est le monde" et cherche à dépasser l'idée que le monde se trouve dans le néant.
Dans la philosophie d'Agostino Steuco, reprenant les travaux d'Aristote, il évoque l’existence d'une force divine créatrice, établie dans ce lieu ultime où la lumière qui s’y diffuse, est identifiée à la clarté de l’essence divine.

## Dans les arts

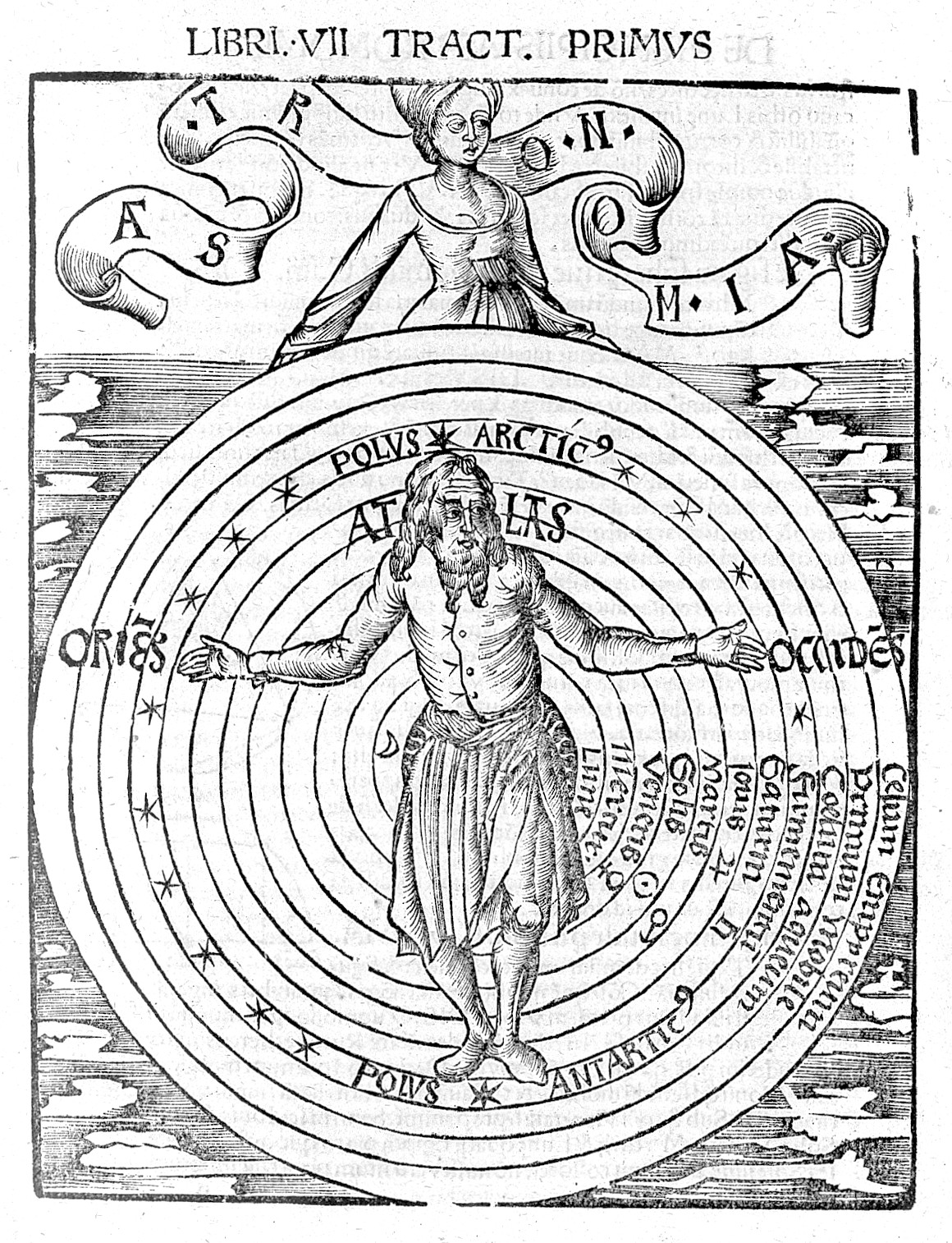
Représentation de l'univers en 1503, où l'empyrée est la dernière strate.

Le concept apparait en littérature. Notamment, dans la Divine Comédie de Dante Alighieri, dans un chant situé à la fin du cantique du  Paradis . Dante rend visite à Dieu, qui se trouve dans le dernier cercle après l’Empyrée.
Dans les arts sacrés nous pouvons citer, la peinture sur bois en 4 tableaux (polyptyque) : Montée des bienheureux vers l'Empyrée, qui est l'une de ces 4 peintures  Visions de l'Au-delà de Jérôme Bosch (1450-1516). Constituée de deux paires, dont l'une représente l'ascension en Paradis et l'autre la chute en Enfer.